# Consejo Nacional de Mujeres del Uruguay
Consejo Nacional de Mujeres del Uruguay var en kvinnoförening i Uruguay, grundad 1916.
Den grundades av en grupp feminister, bland andra Paulina Luisi, för att verka för kvinnors rättigheter, bland dem rösträtten. Den spelade en viktig roll i kampanjen för kvinnlig rösträtt i Uruguay, som slutligen infördes 1932. 